# Mistress America
Mistress America je americký hraný film, který natočil režisér Noah Baumbach podle scénáře, který napsal spolu s Gretou Gerwig. Greta Gerwig ve filmu rovněž hraje, dále se v něm představili například Lola Kirke, Heather Lind a Kathryn Erbe. Ve filmu rovněž hrála kapela Dirty Projectors (v sestavě David Longstreth, Amber Coffman, Steve Marion, Michael Johnson a Nat Baldwin). Film pojednává o osmnáctileté studentce, která právě nastoupila na univerzitu. Autorem originální hudby k filmu je duo Dean & Britta (Dean Wareham a Britta Phillips). Premiéru měl 24. ledna 2015 na festivalu Sundance.